# Association générale des étudiants de Paris
L’Association générale des étudiants de Paris (AGEP), familièrement appelée l'A., comme d'autres associations générales d'étudiants en France, est de 1884 à 1934, l'association qui veut représenter l'ensemble des étudiants parisiens. À partir de 1909, elle est membre de l'Union nationale des étudiants de France.

## Historique

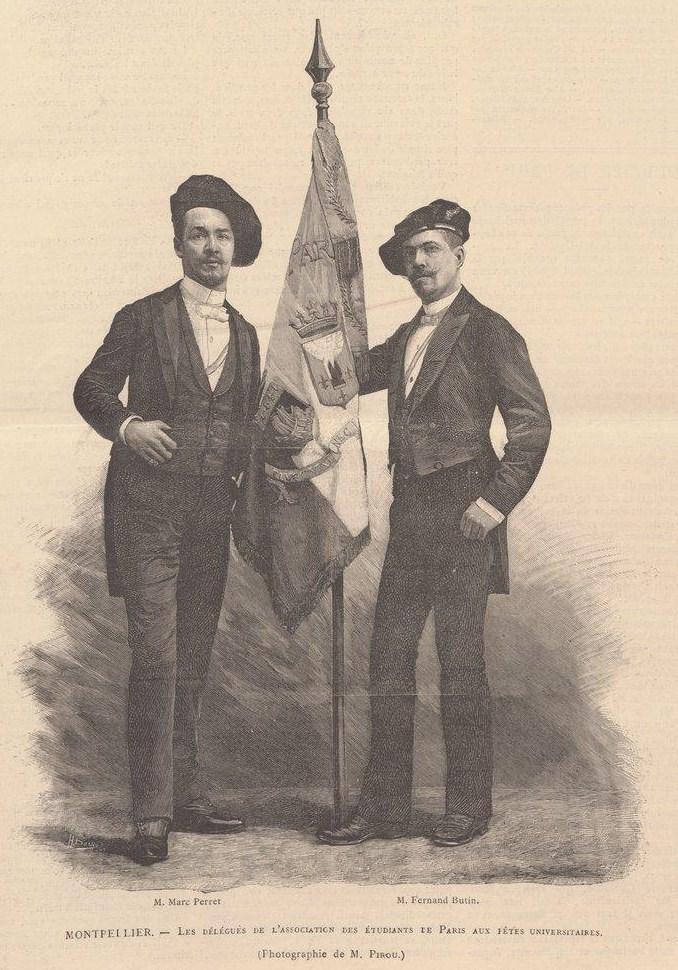
étudiants de l'AGEP en 1891.

L’Association générale des étudiants des facultés et des écoles supérieures de Paris (AGEP) naît le 21 mai 1884. Son premier président est Eugène Boureau, étudiant en médecine. Elle regroupe les associations d'étudiants des facultés parisiennes, mais aussi de l'école des Mines, de l'Institut agronomique, du Conservatoire ou des Beaux-Arts.
En 1886, parait le premier numéro de L'Université de Paris, bulletin officiel de l'association, qui existe jusqu'à la disparition de l'AGEP en 1934.
En 1888, l'Association générale des étudiants de Paris possède son local des 41-43, rue des Écoles, avec huit salles de bibliothèques, deux salles de lectures, un fumoir, deux salles de conférence, deux salles d'administration et une salle d'armes (pour la pratique de l'escrime). C'est là qu'en juin 1888 a lieu la réception de la délégation de l'association, au retour d'Italie, où elle avait participé aux fêtes de Bologne, organisées pour le 800e anniversaire de l'université de Bologne, événement qui sera à l'origine de la naissance de la Faluche. La délégation de l'AGEP est menée par son président Georges Chaumeton (d) (étudiant en sciences) et accompagnée par l'historien Ernest Lavisse, qui a publié le récit de cette expédition.
En 1891, l'AGEP, alors dirigée par Henry Bérenger (étudiants en lettres), est reconnue d'utilité publique. À partir de 1892, elle s'implique activement dans le Carnaval de Paris en participant au cortège de la Mi-Carême.

En novembre 1893, l'AGEP est secouée par l'« Affaire du bal des Quat'zarts ». En 1893, au Moulin Rouge a lieu le second Bal des Quat'z'Arts, il fait scandale avec son défilé de Cléopâtre nue entourée de jeunes filles tout aussi dénudées. Une certaine Mona, modèle artistique, aurait improvisé un lent effeuillage en musique, inventant ainsi le strip-tease. À la suite de cet événement se constitue une Société générale de protestation contre la licence des rues qui dénonce ce « fait d'une gravité extrême et d'une inadmissible impudeur… » Un procès fut intenté aux organisateurs du bal par le sénateur René Bérenger, président de la Ligue de défense de la morale. Le juge chargé de l'affaire s'enquit de ce qui s'était passé. Le bal avait été l'occasion de l'exposition décorative de femmes nues exerçant la profession de modèles et pas d'une orgie. Résultat, le juge, rassuré et amusé, condamna les organisateurs du bal à une amende de 100 francs. Le 22 juin 1893, les étudiants manifestent alors dans les rues de Paris, entraînant une sévère répression de la police, lors d'une charge des forces de l'ordre, un spectateur est même tué à la terrasse d'un café, Antoine Nuger. La scène fait la Une du supplément illustré du Petit Parisien. Ses désordres provoquent la démission d'enseignants du comité d'Honneur de l'A, comme Gabriel Monod.
Son activité est essentiellement d'animation de la vie étudiante, de convivialité et de défense des intérêts corporatistes. Sa proximité avec le pouvoir républicain en fait un objet de détestation de la part de la droite de l'époque qui l'accuse d'importer les mœurs du parlementarisme au sein du milieu étudiant.
En avril 1896, le Journal des économistes présente ainsi l'annuaire de l'AGEP :
Association générale des étudiants à Paris. Annuaire 1895-96, in-8°. Paris, au siège social. — Cet Annuaire, en outre des renseignements relatifs à l'Association, donne l'historique de cette association, depuis sa fondation, en 1884, jusqu'à ce jour. L'Association générale des étudiants compte aujourd'hui 6.500 membres actifs. Elle offre à ses membres ses bibliothèques bien fournies, ses salles de journaux et de conversation, ses soirées artistiques, etc. Elle assure aux associés les relations cordiales et intelligentes entre eux, de hautes relations avec les membres honoraires, ce qui n'est point a dédaigner dans un temps où le principal mérite consiste dans les recommandations; elle leur facilite le travail en commun, le secours en cas de besoin ; elle donne aussi des banquets et même des parades à la mi-carême en compagnie des blanchisseuses, mais on ne parle pas de ce dernier article. À côté de tout cela, et pour varier ses plaisirs et ceux du public qui s'intéresse a elle, l'Association a quelquefois des démêles avec les étudiants non associés ou appartenant à d'autres associations ; elle en a même avec la presse et ce n'est pas peu de chose ; cela va jusqu'au duel. On voit que rien n'y manque.
L'AGEP développe très tôt des relations au niveau international, comme le rappelle en janvier 1905 son président, Léon Delamarche :

« En décembre 1884, elle [l'Association générale des étudiants de Paris] sortait à peine de la chambre modeste où elle avait pris naissance, qu'elle allait représenter, au premier cinquantenaire de l'Université de Bruxelles, les étudiants de France. Bologne en 1888, Leyde en 1890, Lausanne et Prague en 1891, Madrid et Liège en 1892, Anvers et Amsterdam en 1894, Bruxelles en 1895, Anvers et Liège en 1897, Turin en 1898, Gand en 1900, Glasgow en 1901, Venise et Budapest en 1902 : autant de dates, autant de souvenirs qui demeurent dans les fastes encore jeunes de l'Association comme le témoignage impérissable de l'action internationale qu'elle s'est, par tradition, efforcée de jouer »

Le 30 novembre 1908[réf. souhaitée], elle pose la première pierre de ce qui fut son adresse emblématique, la Maison des étudiants, rue de la Bûcherie, dans l'ancien amphithéâtre de la Faculté de Médecine. Cette maison des étudiants fut inaugurée le 20 mars 1910 en présence de Gaston Doumergue, Ministre de l'Instruction publique.
Il faut attendre 1909 pour qu'elle rejoigne l'Union nationale des associations d'étudiants de France (UNAEF), fondée à Lille en 1907 et qui est devenue en 1946  l'UNEF. Son président en 1907, César Campinchi, refuse d'affilier l'AGEP a un organisme qu'il trouve trop revendicatif et surtout il n'est pas d'accord avec la répartition des mandats telle qu'elle est prévue au sein de la nouvelle Union. Il veut assurer la prédominance de l'AGEP sur les associations provinciales en installant le siège permanent de l'UNAEF à Paris, ce qui est refusé par les autres délégations.
Après la Grande Guerre de 1914-1918, l'AGEP se lance dans la réalisation d'œuvres sociales (restaurant universitaire, construction d'un sanatorium). 
Dans les années 1920, elle est peu à peu conquise par les étudiants de l'Action française qui dominent alors le Quartier latin de Paris, et qui en prennent la tête en 1925.
Une longue lutte s'engage alors entre l'AGEP dominée par l'extrême-droite, et l'UNEF largement républicaine. L'AGEP est même exclue en 1932, pour être réintégrée en 1933.
En 1934, l'AGEP disparaît à cause de problèmes financiers. Sur ses ruines, les associations de facultés créent la Fédération des étudiants de Paris (FEP) qui est intégrée à l'UNEF en 1937.
Vont naître ensuite des associations par filière d'études suivies, comme l'Association générale des étudiants en Médecine de Paris et la Fédération des groupes d'études en Lettres.

## Personnalités de l'AGEP
- Raymond Recouly, président 1901-1902
- Jean Réveillaud, président 1899-1900
- César Campinchi, président 1906-1908
- Henry Bérenger, président 1891